# Формата на водата
Формата на водата (на италиански: La forma dell'acqua) е роман на италианския писател Андреа Камилери. Романът е издаден през 1994 г. от издателство „Sellerio editore“ в Палермо. На български език е издаден на 13 ноември 2013 г. от издателство „Книгопис“ в поредицата „Криминална колекция“, в превод на Весела Цалова, с подзаглавие „Комисарят Монталбано се съмнява“.

## Сюжет
Внимание:  Текстът по-долу разкрива сюжета на произведението (или части от него)!
„Формата на водата“ е първият роман с полицейския комисар Салво Монталбано. Влиятелен политик е намерен мъртъв в колата си, изоставена в местност с лошата слава на публичен дом на открито. Медицинското заключение е категорично: естествена смърт, но комисарят Монталбано иска разследването да продължи още няколко дни. Макар че, когато разгадае цялата истина, част от нея ще запази само за себе си ...

## Екранизация
След огромния успех на криминалната поредица на Андреа Камилери книгите за комисар Монталбано стават основа на телевизионен сериал, филмиран от RAI. „Формата на водата“ e заснет като епизод 1 от втория сезон на сериала, и е излъчен на 2 май 2000 г. В ролята на комисар Монталбано е италианският актьор Лука Дзингарети.